# Іваліс
Іваліс (англ. Ivalice, яп. イヴァリース, кириліз.: Іва: ри: су) — вигаданий всесвіт, створений японським геймдизайнером Ясуме Мацуно; в цьому світі відбувається дія комп'ютерних ігор Vagrant Story, Final Fantasy XII і Final Fantasy Tactics, а також їхніх продовжень, спін-оффів, новел і радіоп'єс за мотивами. Назва «Іваліс» відноситься в різних іграх як до всього світу в цілому, так і до окремого географічного регіону чи навіть однієї конкретної країні. За словами Мацуно, Іваліс — дуже складний світ з довгою історією. Для ігор Мацуно, в тому числі і присвячених Івалісу, характерна досить ретельна розробка політичної та релігійної тематики.
Хоча дія ігор відбувається в різні епохи і в різних регіонах вигаданого світу, в цілому Іваліс досить єдиний: це світ, що нагадує пізнє європейське середньовіччя, де діє магія і поряд з людьми живуть представники багатьох інших, нелюдських народів. У Івалісі також присутні багато традиційні елементи Final Fantasy, такі, як чокобо, мугли, еспер, чарівні кристали тощо.
У Final Fantasy Tactics Іваліс найбільш сильно нагадує середньовічну Європу. У цій грі таку назву носить суверенна країна, оточена недоброзичливими сусідами — Ордалією і Романдією. Представники нелюдських розумних рас в грі не були присутні, Іваліс населений виключно людьми. Політично Іваліс в цій грі схожий на Англію часів Війни Червоної та Білої троянди, офіційна релігія Іваліса являє собою алюзію на християнство. Final Fantasy Tactics також містить такі фантастичні елементи, як роботів і літаючі кораблі, але вони в грі є спадщиною минулої цивілізації, знищеної якоюсь катастрофою.
Дія Vagrant Story також відбувається в середньовіччі Іваліса, де, щоправда, не з'являються навіть традиційні елементи Final Fantasy. У цій грі дія відбувається в мертвому місті Леа Монд в королівстві Валендія, приголомшеному громадянською війною і релігійними чварами.
У Final Fantasy Tactics Advance і її сіквелі Final Fantasy Tactics A2: Grimoire of the Rift Іваліс визначається двояко: як місто Сент-Іваліс і як штучний фантастичний світ, створюваний при допомогою чудесної книги Гран-Грімуар. У Final Fantasy Tactics Advance цей світ був створений в уяві героя-дитини під враженням від якоїсь гри Final Fantasy, мабуть, Final Fantasy XII. У цих іграх Іваліс вже заселений, окрім людей, і нелюдськими расами — бангала, Ввєра, муглами та іншими.
У самій Final Fantasy XII Іваліс являє собою географічний регіон світу; основна дія гри відбувається на Галтейському півострові. За назвами навколишніх країн — Ордалії на південно-заході і Валендії на півночі — можна зрозуміти, що події Final Fantasy XII розгортаються східніше, ніж в Final Fantasy Tactics, але південніше, ніж в Vagrant Story. Іваліс, як і в Tactics і Tactics Advance, населяють різноманітні розумні істоти, що живуть в одному суспільстві з людьми. Культура Іваліса еклектична, в ньому все ще використовують мечі, луки і носять зброю, однак при цьому використовується і вогнепальна зброя, величезні машини, літаючі кораблі тощо. Згідно з розробниками гри, географія і культура Іваліса багато в чому побудовані на географії і культурі Середземномор'я, зокрема, архітектури Туреччини і арабських країн.

## Регіони Івалісу
(За Final Fantasy Tactics)
У Івалісі розрізняють регіони:
- Гайлона — знаходиться на заході Івалісу. Столиця — Замок Eagrose. Правитель — Герцог Бестральд Ларго.
- Фовохем — знаходиться на північному заході. Столиця — Замок Riovannes. Правитель — Великий герцог Баррінгтон.
- Муллоне — знаходиться на південному-заході. Затоплений. Столиця — однойменний монастир. Правитель як такий відсутній.
- Лімберрі — знаходиться на південному-сході. Столиця — однойменний замок. Правитель — Маркіз Ельмдор.
- Ліонель — знаходиться на півдні. Столиця — однойменний замок. Правитель — кардинал Альфонс Делакруа.